# Mocydiopsis attenuatus
Mocydiopsis attenuatus är en insektsart som beskrevs av Ernst Friedrich Germar 1821. Mocydiopsis attenuatus ingår i släktet Mocydiopsis och familjen dvärgstritar. Inga underarter finns listade i Catalogue of Life.